# Ernest Schmidt
Ernest J. Schmidt (Nashville, 12 febbraio 1911 – Kansas, 6 settembre 1986) è stato un cestista statunitense, membro del Naismith Memorial Basketball Hall of Fame dal 1974 in qualità di giocatore.

## Carriera
Dopo aver frequentato la Winfield High School ed aver condotto la squadra alla vittoria di tre campionati consecutivi dal 1926 al 1929, ha studiato e giocato al Kansas State Teachers College.
Considerato tra i più forti giocatori universitari dell'epoca, vinse quattro titoli di conference consecutivi.
Venne soprannominato "One Grand" (in italiano: un migliaio) per aver realizzato esattamento 1.000 punti nel corso della sua carriera universitaria.